# 氰化亚金钾
氰化亚金钾，俗稱金鹽，是一種無機化合物，化學式為KAu(CN)2。無色至白色固體，易溶於水，微溶於醇。鹽本身通常不會被分離，但在從礦石中提取黃金的過程中會大量產生二氰合金(I)酸根離子（[Au(CN)2]−）溶液。

## 生產
在開採金時，氰化物水溶液會選擇性地提取金，通常由氰化鈉、氰化鉀和/或氰化鈣提供。金溶解的反應，即「Elsner方程」為：
4 Au + 8 KCN + O2  +  2 H2O → 4 K[Au(CN)2] + 4 KOH
在這個過程中，氧氣是氧化劑。
也可以由亞金鹽與過量氰化鉀的反應來生產：
AuCl + 2 KCN  → K[Au(CN)2]  +  KCl

## 結構

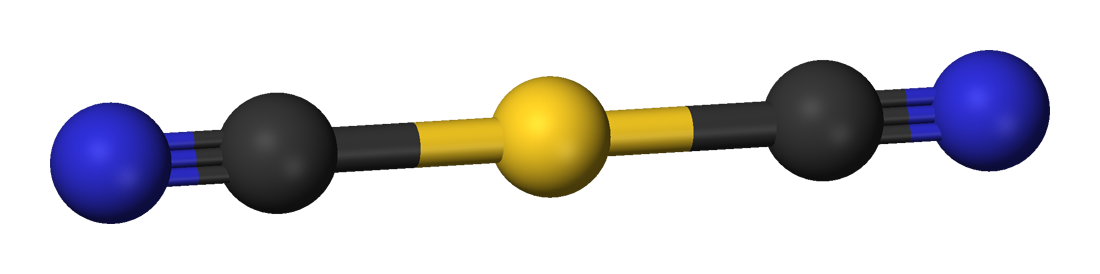
二氰合金(I)酸根是一種棒狀陰離子。

氰化亚金钾是一種鹽。根據X射線晶體學，二氰合金(I)酸根陰離子是線性的。由紅外光譜得到，二氰合金(I)酸根陰離子採用與氰化亞金鈉（NaAu(CN)2）非常相似的結構。

## 用途
二氰合金(I)酸鹽是可溶性物質，是黃金氰化法的重要部分，黃金氰化法是從稀礦石中提取黃金的濕法冶金工藝之一。事實上，其鈉鹽在商業過程中得到更廣泛的應用。
除了主要用作提取金的中間體外，氰化亚金钾還經常用於鍍金。

## 相關化合物
含金(III)的氰化合物稱為四氰合金(III)酸鉀（K[Au(CN)4]）。其使用不太常見。
鉀離子可以被四級銨陽離子替代，如四丁基銨二氰合金(I)酸鹽。

## 安全性
攝入數克的氰化亚金钾會導致死亡。